# 케빈 도일
케빈 에드워드 도일(Kevin Edward Doyle, 1983년 9월 18일 ~ )은 아일랜드의 전 축구 선수로, 포지션은 스트라이커이다.